# Ascarophis nototheniae
Ascarophis nototheniae is een rondwormensoort uit de familie van de Cystidicolidae. De wetenschappelijke naam van de soort is voor het eerst geldig gepubliceerd in 1945 door Johnston & Mawson.